# Rhopospina
Rhopospina är ett fågelsläkte i familjen tangaror inom ordningen tättingar. Släktet omfattar vanligen fyra arter:
- Sorgtangara (Rhopospina fruticeti)
- Campostangara (Rhopospina caerulescens)
- Lärktangara (Rhopospina alaudina)
- Koltangara (Rhopospina carbonaria)

Campostangaran fördes tidigare som ensam art till Porphyrospiza, medan de övriga placerades bland sierratangarorna i Phrygilus. Genetiska studier visar dock att de är nära släkt. Vissa behåller dock camposfinken i Porphyrospiza, reserverar Rhopospina enbart för sorgtangaran och för kol- och lärktangaran till egna släktet Cordydospiza.